# آسبورن (میزوری)
آسبورن (به انگلیسی: Osborn) یک شهر در ایالات متحده آمریکا است که در میزوری واقع شده‌است. آسبورن ۱٫۴۸ کیلومتر مربع مساحت و ۴۲۳ نفر جمعیت دارد و ۳۱۶ متر بالاتر از سطح دریا واقع شده‌است.